# Port rzeczny
Zasugerowano, aby ten artykuł podzielić na różne artykuły – port śródlądowy i port rzeczny.

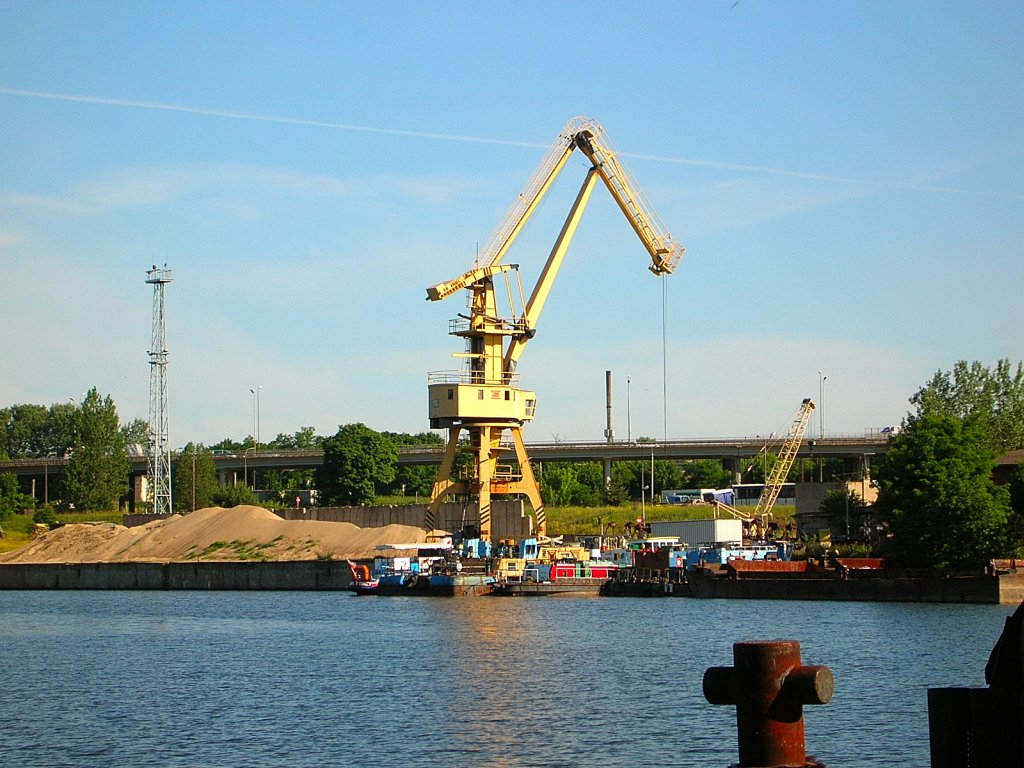
Port rzeczny w Bydgoszczy

Port rzeczny – obszar na brzegu rzeki, kanału rzecznego lub jeziora (zarówno na lądzie, jak i na wodzie) wyposażony w zespół urządzeń umożliwiających przybijanie jednostek pływających – barek i holowników, wymianę z lądem osób i towarów, a także wykonanie typowych czynności związanych z eksploatacją danej jednostki (uzupełnianie zapasów, usunięcie nieczystości itp.)

## Budowa portów rzecznych
Często baseny portów rzecznych są tak zbudowane, że jednostki pływające mogą dotrzeć do nich zarówno płynąc w dół rzeki (z prądem rzeki), jak i w górę – pod prąd. Zazwyczaj wiąże się to z koniecznością budowy w pobliżu portu systemu śluz i jazów regulujących poziom wody w zależności od ilości wody niesionej korytem rzeki, która ulegać może często zmianom w zależności od pory roku, opadów atmosferycznych itp. oraz umożliwiających statkom bezpieczne pokonanie różnic poziomów wody.

## Regulacje prawne portów śródlądowych
Obecnie nie ma przepisów precyzujących zasady powstawania i działania portów śródlądowych; nie ma zasad podziału portów np. na prywatne i publiczne; nie ma zasad korzystania z portów śródlądowych; brak jest wskazania sposobu zorganizowania struktur administracji portowej; nieokreślone jest niezbędne dla bezpiecznej obsługi statków wyposażenie portów związane z klasą drogi wodnej do obsługi, której miałby być przystosowany. Brak odpowiednich regulacji prowadzi do zmiany funkcji istniejących od wieków tradycyjnych portów, do zatracania ich charakteru i utraty resztek istniejącej tam infrastruktury.